# Chloë Sevigny
Chloë Stevens Sevigny (Darien, 18 november 1974) is een Amerikaans actrice. Ze werd in 2000 genomineerd voor een Oscar voor haar bijrol als Lana Tisdel in de biografische dramafilm Boys Don't Cry. Meer dan vijf andere prijzen werden haar daadwerkelijk toegekend, waaronder een Golden Globe in 2010 voor haar bijrol als Nicolette Grant in de dramaserie Big Love en zowel een Independent Spirit Award als een Satellite Award voor Boys Don't Cry. Sevigny maakte in 1995 haar film- en acteerdebuut als Jennie in de dramafilm Kids.

## Levensloop
Sevigny werd op straat aangesproken door een redacteur van Sassy Magazine toen ze tijdens een weekend New York bezocht. Dit leidde tot modellenklusjes voor onder meer Sassy en de kledinglijn X-Girl. Sevigny raakte in New York tevens bevriend met toekomstig regisseur Harmony Korine. Toen deze (als schrijver) samen met Larry Clark de film Kids uitbracht in 1995, betekende dat voor Sevigny haar acteerdebuut. Twee jaar later speelde ze ook in Korines regiedebuut Gummo. Sevigny speelt behalve in films ook wederkerende rollen in verschillende televisieseries. Daarvan is die als Nicolette Grant in Big Love (over een polygamistisch huishouden) het omvangrijkst.

## Filmografie
*Exclusief televisiefilms
| - Bones and All (2022) - Queen & Slim (2019) - The True Adventures of Wolfboy (2019) - The Dead Don't Die (2019) - Love Is Blind (2019) - Lizzie (2018) - The Snowman (2017) - Lean on Pete (2017) - The Dinner (2017) - Beatriz at Dinner (2017) - Golden Exits (2017) - Antibirth (2016) - Love and Friendship (2016) - #Horror (2015) - Black Dog, Red Dog (2015) - Electric Slide (2014) - Little Accidents (2014) - The Wait (2013) - Lovelace (2013) - Mr. Nice (2011) - Barry Munday (2010) - 42 One Dream Rush (2009) - My Son, My Son, What Have Ye Done (2009) - The Killing Room (2009) - Zodiac (2007) | - Sisters (2006) - Lying (2006) - 3 Needles (2005) - Broken Flowers (2005) - Manderlay (2005) - Melinda and Melinda (2004) - Shattered Glass (2003) - The Brown Bunny (2003) - Dogville (2003) - Death of a Dynasty (2003) - Party Monster (2003) - Demonlover (2002) - Ten Minutes Older: The Trumpet (2002) - If These Walls Could Talk 2 (2000, televisiefilm) - American Psycho (2000) - A Map of the World (1999) - Julien Donkey-Boy (1999) - Boys Don't Cry (1999) - The Last Days of Disco (1998) - Palmetto (1998) - Gummo (1997) - Trees Lounge (1996) - Kids (1995) |

## Televisieseries
*Exclusief eenmalige gastrollen
- Monsters: The Lyle and Erik Menendez Story - Mary Louise "Kitty" Menendez (2024, acht afleveringen)
- The Act - Mel (2019, zes afleveringen)
- Comrade Detective - Sonya Baciu (2017, vijf afleveringen)
- American Horror Story: Hotel - Dr. Alex Lowe (2015-2016, twaalf afleveringen)
- Bloodline - Chelsea O'Bannon (2015-2017, 24 afleveringen)
- Those Who Kill - Catherine Jensen (2014, tien afleveringen)
- The Mindy Project - Christina (2013, zes afleveringen)
- Doll & Em - Chloë (2013, twee afleveringen)
- Portlandia - Alexandra (2013, negen afleveringen)
- American Horror Story: Asylum - Shelley (2012, zes afleveringen)
- Hit & Miss - Mia (2012, zes afleveringen)
- Big Love - Nicolette Grant (2006-2011, 53 afleveringen)

## Trivia
- Sevigny is tot veel bereid wanneer zij ervan overtuigd is dat het een film ten goede komt. Zo is haar fellatio-scène in The Brown Bunny echt.[1]